# Dries De Pooter
Dries De Pooter (Geel, 8 novembre 2002) è un ciclista su strada belga che corre per il team Intermarché-Wanty; è attivo in formazioni UCI dal 2021.

## Palmarès
- 2020 (Juniores)

Campionati belgi, Prova in linea Junior
- 2022 (Hagens Berman Axeon, una vittoria)

1ª tappa Flanders Tomorrow Tour (Poperinge > Poperinge)

## Piazzamenti

### Grandi Giri
- Giro d'Italia

2024: 106º

### Classiche monumento
- Giro delle Fiandre

2023: 79º
2024: 85°
- Parigi-Roubaix

2023: 38º
- Liegi-Bastogne-Liegi

2025: ritirato

### Competizioni mondiali
- Campionati del mondo

Wollongong 2022 - In linea Under-23: 46º

### Competizioni europee
- Campionati europei

Anadia 2022 - In linea Under-23: 25º